# إل. دومون
إل. دومون (بالفرنسية: L. Dumont)‏ هو دراج فرنسي، ولد في 1850، وتوفي في 1850.

## وصلات خارجية
- إل. دومون على موقع اللجنة الأولمبية الدولية (الإنجليزية)
- إل. دومون على موقع أوليمبيديا (الإنجليزية)